# Sergej Pankejev

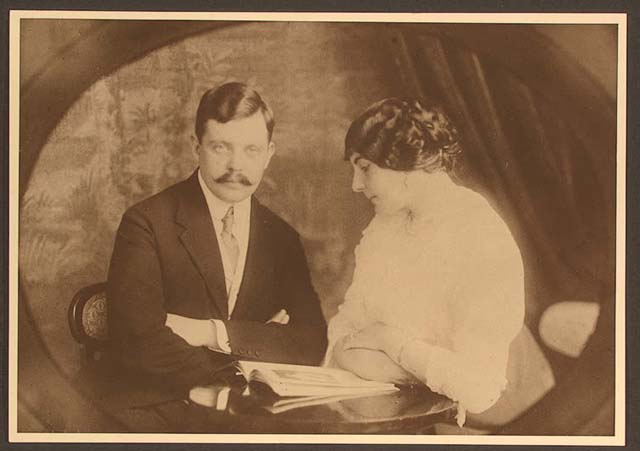
Pankejev en zijn vrouw, rond 1910

Sergei Konstantinovitsj Pankejev (Russisch: Сергей Константинович Панкеев) (Odessa, 24 december 1886 – 7 mei 1979) was een oorspronkelijk welgestelde aristocraat uit Odessa, die door het werk van Sigmund Freud bekend is geworden als de Wolvenman. 

## Ziektegeschiedenis
Pankejev leed aan dwangmatig gedrag, obsessieve verliefdheden en angsten. Na bij een aantal psychiaters aangeklopt te hebben (onder andere Emil Kraepelin), werd hij vanaf 1910 behandeld door Freud.
De kern van Freuds analyse werd gevormd door een droom die Pankejev op vierjarige leeftijd had gehad. Hij droomde over een aantal wolven die in een boom voor zijn open slaapkamerraam zaten. Na enige jaren analyse constateerde Freud dat deze droom een gevolg was van het feit dat Pankejev op jonge leeftijd zijn ouders had betrapt tijdens de geslachtsgemeenschap. Later in zijn analyse poneerde Freud de mogelijkheid dat Pankejev in werkelijkheid de copulatie tussen dieren had aanschouwd, die werd verplaatst naar zijn ouders. Freud heeft in zijn boeken het geval van de Wolvenman uitgebreid gedocumenteerd en lange tijd gold deze documentatie als bewijs van het succes van Freuds psychoanalytische methoden.
Toen Pankejev tachtig jaar was, werd hij opgespoord door de Weense journaliste Karin Obholzer. Het interview dat hij haar gaf, bleek een vernietigende kritiek op Freud. Zo had Freud geschreven dat Pankejev door de behandeling weer in staat was om te werken. De laatste stelde echter dat hij door zijn rijkdom nooit had hoeven werken en dit pas ging doen nadat hij door de Russische Revolutie zijn geld was kwijtgeraakt. Ook was hij ondanks zijn behandeling zijn leven lang aan zijn neurosen blijven lijden.
Het ernstigst voor Freuds aanhangers was echter de kritiek die Pankejev op de analyse van de droom zelf had. Ten eerste voerde hij aan dat deze waarschijnlijk gewoon het gevolg was van de enge wolvenplaatjes waarmee zijn zusje hem plaagde. Freud ging volgens hem dus veel te ver. Ten tweede achtte hij het onwaarschijnlijk dat hij zijn ouders had betrapt, omdat hij als lid van de Russische adel altijd in zijn eigen kamer sliep. Hij dacht dat Freud een eigen vroege ervaring op de droom van zijn patiënt had geprojecteerd.
In 1996 ging in Engeland het toneelstuk The Wolf Man in première, dat is gebaseerd op Freuds analyse van Pankejev.